# 9e cérémonie des Florida Film Critics Circle Awards
La 9e cérémonie des Florida Film Critics Circle Awards, décernés par le Florida Film Critics Circle, a eu lieu le 22 décembre 2004, et a récompensé les films réalisés dans l'année.

## Palmarès

### Meilleur film en langue étrangère
- Un long dimanche de fiançailles  France  États-Unis